# المنتزه (دبي)
المنتزه هو مجمع سكني في منطقة قرية جبل علي في جنوب دبي، الإمارات العربية المتحدة.

## الموقع
يقع المنتزه بالقرب من مول ابن بطوطة من الشمال. مباشرة إلى الجنوب يوجد مجمع الكنائس، بما في ذلك الكنائس والمعابد مثل كنيسة القديس فرنسيس الأسيزي الكاثوليكية، وكنيسة المسيح جبل علي الأنجليكانية. أقرب محطة مترو دبي هي محطة مترو الطاقة الواقعة على الخط الأحمر إلى الغرب. إلى الشمال يوجد نادي جبل علي الترفيهي. وإلى الشرق يوجد مركز اتصالات جبل علي للبيانات، وهو أكبر مجمع لمراكز البيانات في الشرق الأوسط.